# Jackson Quiñónez
Jackson Quiñónez Vernaza (Esmeraldas, 12 giugno 1980) è un ex ostacolista ecuadoriano naturalizzato spagnolo.
Ha partecipato a tre edizioni dei Giochi olimpici nel 2004, con la nazionale sudamericana, e alle successive due con quella iberica.

## Palmarès
| Anno                            | Manifestazione                   | Sede           | Evento        | Risultato        | Prestazione | Note                                     |
| ------------------------------- | -------------------------------- | -------------- | ------------- | ---------------- | ----------- | ---------------------------------------- |
| In rappresentanza dell' Ecuador |                                  |                |               |                  |             |                                          |
| 1996                            | Campionati sudamericani allievi  | Asunción       | 300 m hs      | Oro              | 38"1        |                                          |
| 1998                            | Campionati sudamericani juniores | Córdoba        | 110 m hs      | Bronzo           | 14"78       |                                          |
| 1998                            | Giochi sudamericani              | Cuenca         | 110 m hs      | Argento          | -           |                                          |
| 1998                            | Giochi sudamericani              | Cuenca         | Salto in alto | Argento          | 2,13 m      |                                          |
| 1998                            | Giochi sudamericani              | Cuenca         | 4×100 m       | Oro              | 40"40       |                                          |
| 1999                            | Campionati sudamericani juniores | Concepción     | 110 m hs      | Oro              | 14"26       |                                          |
| 1999                            | Campionati sudamericani juniores | Concepción     | Salto in alto | Argento          | 2,06 m      |                                          |
| 1999                            | Giochi panamericani              | Winnipeg       | 110 m hs      | Semifinale       | 14,28       |                                          |
| 1999                            | Giochi panamericani              | Winnipeg       | Salto in alto | 12º              | 2,00 m      |                                          |
| 1999                            | Campionati sudamericani          | Bogotà         | 110 m hs      | 5º               | 14"67       |                                          |
| 1999                            | Campionati sudamericani          | Bogotà         | Salto in alto | 7º               | 2,05 m      |                                          |
| 1999                            | Campionati sudamericani          | Bogotà         | 4×100 m       | 6º               | 41"00       |                                          |
| 1999                            | Campionati sudamericani          | Bogotà         | 4×400 m       | 5º               | 3'13"52     |                                          |
| 2000                            | Campionati ibero-americani       | Rio de Janeiro | 110 m hs      | Bronzo           | 14"66       |                                          |
| 2000                            | Campionati ibero-americani       | Rio de Janeiro | Salto in alto | 7º               | 2,05 m      |                                          |
| 2001                            | Campionati sudamericani          | Manaus         | 110 m hs      | 4º               | 13"94       |                                          |
| 2001                            | Campionati sudamericani          | Manaus         | 4×100 m       | 4º               | 41"71       |                                          |
| 2001                            | Giochi bolivariani               | Ambato         | 110 m hs      | Argento          | 13"64       |                                          |
| 2001                            | Giochi bolivariani               | Ambato         | Salto in alto | Argento          | 2,20 m      |                                          |
| 2003                            | Campionati sudamericani          | Barquisimeto   | 110 m hs      | Argento          | 13"59       |                                          |
| 2003                            | Giochi panamericani              | Santo Domingo  | 110 m hs      | 6º               | 13"64       |                                          |
| 2003                            | Mondiali                         | Saint-Denis    | 110 m hs      | Semifinale       | 13"72       |                                          |
| 2004                            | Campionati ibero-americani       | Huelva         | 110 m hs      | Bronzo           | 13"61       |                                          |
| 2004                            | Giochi olimpici                  | Atene          | 110 m hs      | Quarti di finale | 13"67       |                                          |
| 2005                            | Mondiali                         | Helsinki       | 110 m hs      | Batteria         | 14"34       |                                          |
| 2005                            | Giochi bolivariani               | Armenia        | 110 m hs      | Argento          | 13"53       |                                          |
| In rappresentanza della Spagna  |                                  |                |               |                  |             |                                          |
| 2007                            | Europei indoor                   | Birmingham     | 60 m hs       | Bronzo           | 7"65        |                                          |
| 2007                            | Mondiali                         | Osaka          | 110 m hs      | 7º               | 13"33       | Record nazionale                         |
| 2008                            | Mondiali indoor                  | Valencia       | 60 m hs       | 7º               | 7"66        |                                          |
| 2008                            | Giochi olimpici                  | Pechino        | 110 m hs      | 8º               | 13"69       |                                          |
| 2009                            | Europei indoor                   | Torino         | 60 m hs       | Semifinale       | 7"71        |                                          |
| 2009                            | Giochi del Mediterraneo          | Pescara        | 110 m hs      | Oro              | 13"60       |                                          |
| 2009                            | Mondiali                         | Berlino        | 110 m hs      | Semifinale       | 13"54       |                                          |
| 2010                            | Europei                          | Barcellona     | 110 m hs      | Semifinale       | 14"03       |                                          |
| 2010                            | Campionati ibero-americani       | San Fernando   | 110 m hs      | Argento          | 13"65       |                                          |
| 2011                            | Europei indoor                   | Parigi         | 60 m hs       | Batteria         | 7"70        |                                          |
| 2012                            | Mondiali indoor                  | Istanbul       | 60 m hs       | Semifinale       | 7"82        |                                          |
| 2012                            | Europei                          | Helsinki       | 110 m hs      | Batteria         | 13"97       |                                          |
| 2012                            | Giochi olimpici                  | Londra         | 110 m hs      | Batteria         | 13"76       | Miglior prestazione personale stagionale |
| 2013                            | Europei indoor                   | Göteborg       | 60 m hs       | Semifinale       | 7"72        |                                          |
| 2013                            | Giochi del Mediterraneo          | Mersin         | 110 m hs      | Finale           | dns         |                                          |
| 2014                            | Mondiali indoor                  | Sopot          | 60 m hs       | Batteria         | 7"78        |                                          |

## Altre competizioni internazionali
2010
- Bronzo agli Europei a squadre ( Bergen), 110 m hs - 13"67

2011
- Bronzo agli Europei a squadre ( Stoccolma), 110 m hs - 13"71